# Zeria glabricornis
Espèce
Synonymes
- Solpuga glabricornis Lawrence, 1928

Zeria glabricornis est une espèce de solifuges de la famille des Solpugidae.

## Distribution
Cette espèce a été observée en Namibie et au Zimbabwe.

## Description
Le mâle holotype mesure 42,5 mm.

## Publication originale
- Lawrence, 1928 : Contributions to a knowledge of the fauna of South-West Africa VII. Arachnida (Part 2). Annals of the South African Museum, vol. 25, p. 217-312 (texte intégral).